# Philonotis trichodonta
Philonotis trichodonta är en bladmossart som beskrevs av Kindberg 1889. Philonotis trichodonta ingår i släktet källmossor, och familjen Bartramiaceae. Inga underarter finns listade i Catalogue of Life.